# Tarsocrates niger
Tarsocrates niger är en tvåvingeart som beskrevs av Schmitz 1939. Tarsocrates niger ingår i släktet Tarsocrates och familjen puckelflugor. Inga underarter finns listade i Catalogue of Life.